# SOCCA Women's International Cup 2024
SOCCA Women's International Cup 2024 byl 1. ročníkem turnaje žen v malém fotbale organizace SOCCA a konal se v maďarském městě Hajdúszoboszló v období od 6. července do 7. července 2024. Účastnily se ho 4 ženské týmy, které hrály tabulkově každý s každým. Vítězkami se staly fotbalistky Maďarska, které dokázaly bez ztráty bodu a inkasované branky turnaj ovládnout.

## Stadion
Turnaj se hrál na jednom stadionu v jednom hostitelském městě: Bocskai Stadion (Hajdúszoboszló).
| Hajdúszoboszló  |
| --------------- |
| Bocskai Stadion |
| Hajdúszoboszló  |

## Zápasy

### Tabulka
| Tým        | Z | V | R | P | VG | IG | +/− | B |
| ---------- | - | - | - | - | -- | -- | --- | - |
| Maďarsko   | 3 | 3 | 0 | 0 | 16 | 0  | +16 | 9 |
| Řecko      | 3 | 1 | 0 | 2 | 3  | 5  | −2  | 3 |
| Chorvatsko | 3 | 1 | 0 | 2 | 3  | 9  | −6  | 3 |
| Kypr       | 3 | 1 | 0 | 2 | 3  | 11 | −8  | 3 |

| 6. července 2024 15:20 |       |      |                                 |
| Maďarsko | 8 : 0 | Kypr | Bocskai Stadion, Hajdúszoboszló |
| Fruzsina Kochová 7' Edina Krárová 8', 17', 32' Kármen Romanoczkiová 23' Rebeka Fábiánová 33' Katalin Üvegesová 37' Napsugár Némethová 40' |       |      | Bocskai Stadion, Hajdúszoboszló |

| 6. července 2024 18:00 |       |                                                |                                 |
| Chorvatsko             | 1 : 2 | Kypr                                           | Bocskai Stadion, Hajdúszoboszló |
| 25'                    |       | Katerina Spirouová 14' Anna Kaminaridouová 27' | Bocskai Stadion, Hajdúszoboszló |

| 6. července 2024 20:30 |       |            |                                 |
| Řecko                  | 1 : 2 | Chorvatsko | Bocskai Stadion, Hajdúszoboszló |
| Morphiriová 25'        |       | 20' 23'    | Bocskai Stadion, Hajdúszoboszló |

| 7. července 2024 13:00                     |       |       |                                 |
| Maďarsko                                   | 2 : 0 | Řecko | Bocskai Stadion, Hajdúszoboszló |
| Fruzsina Kochová 21' Katalin Üvegesová 23' |       |       | Bocskai Stadion, Hajdúszoboszló |

| 7. července 2024 15:00           |       |                       |                                 |
| Řecko                            | 2 : 1 | Kypr                  | Bocskai Stadion, Hajdúszoboszló |
| Halariová 26' Tsekurloukiová 33' |       | Elena Ignatiouová 24' | Bocskai Stadion, Hajdúszoboszló |

| 7. července 2024 18:00 |       |            |                                 |
| Maďarsko | 6 : 0 | Chorvatsko | Bocskai Stadion, Hajdúszoboszló |
| Katalin Üvegesová 15' Vivien Tagyiová 24' Rebeka Fábiánová 29' Petri-Szabó Tündeová 30' Edina Krárová 35' Nóra Vicseková 40' |       |            | Bocskai Stadion, Hajdúszoboszló |